# CSS Virginia II
Броненосец «Вирджиния II» (англ.  Virginia II) — казематный броненосец, построенный в Ричмонде для флота Конфедеративных Штатов Америки. Был назван в честь первого конфедеративного броненосца, знаменитого CSS Virginia, сражавшегося в бою на Хэмптонском рейде, и позднее уничтоженного в мае 1862 при оставлении конфедератами Норфолка. Всю свою карьеру провел в реке Джеймс, обороняя столицу Конфедерации от угрозы нападения федерального флота. Участвовал в неудачном для южан сражении на Рубеже Трента. 3 апреля 1865 года, когда конфедеративные войска оставили Ричмонд, «Вирджиния II» был уничтожен во избежание захвата.

## История
После того, как в мае 1862 года федеральные войска отбили Норфолк, южане лишились своей единственной хорошо оборудованной военно-морской базы в Хэмптон-Роудс. Их единственный крупный броненосец в регионе — CSS Virginia — не смог отступить выше по реке Джеймс из-за своей большой осадки, и был уничтожен экипажем. Возникла существенная угроза нападения федерального флота на столицу Конфедерации — Ричмонд, лежащий всего в 240 километрах выше по течению судоходной реки Джеймс.
Хотя попытка федерального флота прорваться по реке, предпринята в середине мая, оказалась неудачной, южане, тем не менее, опасались, что северяне примут этот опыт во внимание, и следующая атака на Ричмонд может быть более успешной. Были предприняты решительные меры, чтобы усилить оборону столицы со стороны реки; помимо заграждений в самой реке Джеймс и береговых батарей, было решено построить несколько броненосных таранов, которые могли бы остановить прорывающийся федеральный флот. Кроме того, конфедераты считали, что отряд броненосцев в реке Джеймс заставит северян держать значительные морские силы в Хэмптон-Роудс, которые, таким образом, не смогут быть использованы где-либо ещё.
В мае 1862 года, на верфи в Ричмонде был заложен броненосец, названный «Вирджиния II» в память о первой, знаменитой «Вирджинии». Значительная часть суммы на постройку нового броненосца была собрана с участием женской «национальной оборонительной ассоциации».

## Конструкция
Первоначально планировавшаяся как большой казематный броненосец с прямоугольным длинным казематом, «Вирджиния II» была ещё в ходе строительства перепроектирована как увеличенная версия строящегося броненосного тарана «Албемарл»; её каземат был уменьшен в длину и перестроен в октагональный. За счет этого, орудиям были обеспечены лучшие сектора обстрела.
«Вирджиния II» имела типичную для броненосцев южан конструкцию; её корпус почти полностью находился под водой, и над гладкой палубой возвышался бронированный каземат, в котором устанавливалась артиллерия. Подобное решение уменьшало поражаемую площадь (и соответственно массу бронирования), но резко ограничивало мореходность корабля. Её полное водоизмещение составляло около 1500 тонн; длина её была равна 60 метрам, ширина — 14,8 метрам, и осадка — 4,3 метрам.

### Вооружение
Все вооружение «Вирджинии II» размещалось в октагональном броневом каземате в центре палубы. В конечном итоге, она была вооружена четырьмя орудиями разных типов; в передней части каземата было установлено большое 200-миллиметровое нарезное орудие Брукса, весом почти в 10 тонн. Это орудие было самым мощным, когда-либо установленным на борту конфедеративного броненосца. Изготовленное заводами Тредегара, оно было отлито из чугуна и усилено тремя обручами из железа на казенной части; оно стреляло литыми цилиндрическими бронебойными «болтами» и разрывными бомбами, весом более 40 килограмм.
В средней части каземата, с каждого борта стояло по одному 163-мм нарезному орудию Брукса; эти меньшие пушки стреляли через боковые порты. Наконец, в кормовой части каземата, стояло тяжелое 280-миллиметровое гладкоствольное орудие, также спроектированное Бруксом. Носовое 200-миллиметровое нарезное и кормовое 280-миллиметровое гладкоствольное орудия могли вести огонь через порты, соответственно, в передней и задней стенках каземата, а также через порты в угловых стенках.
Как и другие броненосцы южан, «Вирджиния II» была вооружена тараном, установленным в её носовой части. В отличие от броненосцев, строившихся в Мобиле и Саванне, «Вирджиния II» не несла шестовых мин. В целом, её вооружение было достаточно мощным, и вполне могло представлять угрозу даже для броненосных кораблей северян.

### Броневая защита
Согласно первоначальному проекту, «Вирджиния II» должна была нести бронирование из трёх слоев железных плит, наложенных друг на друга. Плиты изготавливались из прокатанных железнодорожных рельсов, и имели толщину в 50 миллиметров; таким образом, общая толщина трёх слоев плит должна была составить порядка 150 миллиметров.
Однако, дефицит металла и опасения перегрузки привели к тому, что схема бронирования корабля была пересмотрена. Трёхслойное бронирование сохранили только на передней стенке каземата; боковые и задняя стенки были защищены только двумя слоями плит до толщины 100 миллиметров. Чтобы усилить броневую защиту, стенки каземата были наклонены внутрь под значительным углом.
Борта броненосца были защищены двумя слоями 50 миллиметровых плит, в то время как палуба защищалась единственным слоем плит толщиной 25 миллиметров.

### Силовая установка
«Вирджиния II» была оснащена неизвестного типа паровой машиной, судя по имеющимся схемам — двухцилиндровой горизонтальной, работающей на единственный винт. Скорость её, согласно имеющимся данным, достигала 10 узлов, что выглядит достаточно сомнительно.

## Служба
Заложенная весной 1862 года, «Вирджиния II» строилась поначалу довольно быстро, но затем задержки с поставками материалов и ухудшающееся военное положение Конфедерации привели к задержке постройки. Она была спущена на воду 29 июня 1863 года; потребовалось ещё одиннадцать месяцев, чтобы завершить строительство. В результате, броненосец вступил в строй лишь 18 мая 1864 года, спустя два года после начала проектирования.
Вступив в состав флота Конфедерации, «Вирджиния II» была объявлена флагманским кораблем эскадры реки Джеймс, состоявшей также из меньших броненосных таранов CSS Richmond и CSS Fredericsburg, и небронированных канонерок. Задачей этой эскадры была оборона водных подступов к Ричмонду со стороны контролируемого федералистами Хэмптон-Роудс; также, предполагалось, что выбрав удачный момент, речная эскадра может совершить рейд вниз по реке и атаковать федеральные силы.
Первый боевой выход «Вирджинии II» состоялся 21 июня 1864 года, когда эскадра реки Джеймс вступила в бой с федеральными силами у Рубежа Трента. Однако, участие сильнейшего корабля эскадрона в сражении вышло коротким; почти сразу после начала перестрелки, «Вирджиния II» запуталась винтом в якорной цепи, упавшей с носа CSS «Ричмонд», и была вынуждена выйти из боя.
13-17 августа, «Вирджиния II» обстреливала федеральные позиции в Датском Проходе; при этом, она была атакована федеральными канонерками, однако, из-за преградивших реку подводных препятствий, обе стороны ограничились лишь перестрелкой на большой дистанции. При этом, два ядра поразили каземат конфедеративного броненосца, не нанеся ему никакого вреда. 17 августа, огневая поддержка «Вирджинии II» помогла конфедератам захватить Сигнальный Холм.
С 29 сентября по 1 октября, весь эскадрон реки Джеймс участвовал в обороне Ричмонда, поддерживая контратаки против занятого наступлением северян форта Харрисон. Несмотря на значительные усилия, форт остался в руках северян. При этом, «Вирджиния II», торопясь выйти из дока после ремонта, случайно потопила конфедеративный транспорт «Галлего», запутавшийся в её якорной цепи.

### Сражение у Кокс-Хилл
22 октября, во время рутинного патрулирования, эскадрон реки Джеймс был захвачен врасплох армией северян, установившей мощные артиллерийские батареи на холме Кокс-Хилл. Прикрывая отступление деревянных канонерок, «Вирджиния II» и два других броненосца приблизились к батареям и вступили в бой. При этом, «Вирджиния II» была несколько раз поражена огнём с близкой дистанции; её труба была изрешечена, но броневые плиты почти не пострадали. Эта стычка продемонстрировала в очередной раз эффективность защиты броненосных кораблей того времени — броня «Вирджинии II» выдержала семь попаданий тяжёлых 178-мм нарезных орудий Пэррота с близкой дистанции.

### Битва на Рубеже Трента
В начале января 1865 года, основные силы федерального флота со всех театров были отозваны для действий против укреплений Уилмингтона — последнего конфедеративного порта, ещё открытого для контрабандного ввоза оружия и снаряжения. Только через Уилмингтон Конфедерация все ещё могла получать необходимое ей оружие и военное снаряжение из Европы; падение Уилмингтона означало окончательную изоляцию Конфедерации и полный обрыв её снабжения.
В связи с стратегической важностью Уилмингтона, силы федерального флота на реке Джеймс были временно сокращены до минимума. Единственным броненосцем северян в реке оставался крупный двухбашенный монитор USS Onondaga, который поддерживали несколько канонерок и экспериментальный бронированный миноносец USS Spuyten Duyvil. Конфедераты, располагавшие тремя броненосцами эскадры реки Джеймс и значительным числом лёгких единиц, сочли, что соотношение сил благоприятствует им как никогда.
Ночью 23 января 1865 года, конфедеративная эскадра в составе трёх броненосцев, пяти деревянных канонерок и трёх миноносцев, начала спускаться вниз по реке. Федеральные инженеры установили в реке мины и заграждения, однако конфедераты предполагали, что тающий лед на реке откроет проходы. В 10.30, конфедеративные броненосцы показались у Прохода Трента; при этом, «Вирджиния II» и «Ричмонд» встали на якорь, обмениваясь огнём с федеральными батареями, а «Фредериксберг» с лёгкими единицами прошёл вперед, расчищая проходы в заграждениях. Расчистка прохода затянулась почти на сутки.
Монитор «Онондага» присутствовал при этом, но командующий им капитан Паркер, не предполагая, что конфедераты провозятся так долго, отошёл ниже по реке, чтобы обеспечить пространство для манёвра; за это он в дальнейшем подвергся ожесточенной критике и был временно отстранен от должности. Однако, заменить его оказалось некем, и Паркер был восстановлен в должности.
К полуночи 24 января, проход в заграждениях был, наконец, расчищен; однако, когда броненосец «Фредериксбург» попытался пройти, оказалось, что два других броненосца тем временем сели на мель и не могли сдвинуться с места. Наступившее утро застало конфедеративный флот в совершенно беспомощном положении прямо под прицелами федеральных батарей, к которым вскоре присоединился федеральный флот. Встав у заграждений, «Онондага» начала прицельно обстреливать неподвижную «Вирджинию II» своими тяжёлыми орудиями. На этот раз, броня «Вирджинии II» не выдержала, и броненосец получил существенные повреждения, прежде чем сумел сойти с мели. Отступая, этот броненосец пострадал ещё сильнее; его винт запутался в якорной цепи проходившей мимо канонерки, и броненосец снова сел на мель прямо под орудиями федеральных фортов. Лишь с большим трудом «Вирджиния II» сумела добраться до безопасного порта; её броня была сильно повреждена и дважды пробита, машины пропускали пар и она потеряла 6 человек убитыми и неизвестное число раненными.

### Дальнейшая судьба
С трудом добравшись до Ричмонда, «Вирджиния II» была немедленно поставлена на ремонт. Он как раз подходил к концу, когда в апреле 1865, федеральная армия сломила оборону конфедератов под Ричмондом, и столица Конфедерации была оставлена. Запертые в реке корабли эскадры реки Джеймс не имели возможности отступить; во избежание захвата, «Вирджиния II» и остальные корабли эскадры были потоплены своими экипажами.
После войны, остов «Вирджинии II» был поднят и разобран на лом.

## Оценка проекта
Построенная с учётом военного опыта, «Вирджиния II» оказалась более удачной, чем её предшественники; задержка при строительстве пошла на пользу проекту. Уменьшение длины каземата (и его веса) благоприятно сказалось на продольной прочности корабля, а октагональная форма позволила обеспечить орудиям лучшие углы обстрела. Броня её была вполне надежна, и продемонстрировала достаточную прочность. Данные по скорости, хотя и представляются завышенными, все же позволяют предполагать, что «Вирджиния II» избежала значимой проблемы большинства конфедеративных броненосцев — нехватки мощности машин.
Являясь сильнейшим броненосцем в составе эскадры реки Джеймс, «Вирджиния II» была значимым подкреплением к обороне Ричмонда, продемонстрировав свои возможности во многих сражениях. Её итоговая неудача в боях за Рубеж Трента не может быть отнесена на какие-либо недостатки самой конструкции броненосца. Федеральный флот рассматривал «Вирджинию II» как опасного противника, и непрерывно поддерживал сильное присутствие на Хэмптон-Роудс, чтобы остановить возможный прорыв конфедеративного эскадрона.